# Grimethorpe
Grimethorpe – wieś w Anglii, w hrabstwie ceremonialnym South Yorkshire, w dystrykcie metropolitalnym Barnsley. Leży 22 km na północ od miasta Sheffield i 245 km na północ od Londynu. W 2001 miejscowość liczyła 1873 mieszkańców.